# Dead Space 2
『Dead Space 2』（デッドスペース2）は、Visceral Gamesが開発し、エレクトロニック・アーツから2011年1月25日に発売されたSFサバイバルホラーサードパーソン・シューティングゲーム。2008年に発売された『DEAD SPACE』の続編である。

## 概要
前作『Dead Space』はその完成度の高さや斬新なゲームシステムから、発売直後からゲーム関連の賞を100近く受賞するなどし、海外メディアなどでは「『バイオハザードシリーズ』に代わる新たなフランチャイズの幕開け」とも評された。
ネット上のファンは、開発スタッフの求人情報などにも敏感に反応するような状況となっていたが、2009年12月7日にエレクトロニック・アーツから正式に開発が発表された。
PS3版の『Collector’s Edition』と『Limited Edition』（初回限定版）には特典としてHDリメイク版の『Dead Space Extraction』が収録されている（通常版には体験版が収録）。

## ストーリー
西暦2511年、土星の衛星タイタンの残骸に建設された巨大宇宙ステーション、通称「スプロール (Sprawl)」。謎の怪物ネクロモーフの感染がスプロールに広まる中、精神病院に監禁されていたアイザック・クラーク（Issac Clarke）は3年前の悪夢のような事件に再び巻き込まれることになる。

## 登場人物
アイザック・クラーク（Isaac Clarke）
声：ガンナー・ライト（Gunner Wright）
前作及び今作の主人公。巨大企業Concordance Extraction Corporation（CEC）所属のシステムエンジニア。
3年前起こったUSGイシムラ事件の唯一の生存者である。宇宙を漂流していたところを救助され一命は取り留めたものの、事件によって重度のPTSDを患い、またレッドマーカーによる幻覚に苛まれていたためにスプロールの精神病棟に隔離されていた。前作のエンディングでイージス7から脱出した後の3年間の記憶を全て失っている。更に特異な認知障害を患っており、ダイナによればいずれは命を落とすとの事。
冒頭ではネクロモーフ発生の混乱に乗じて病棟から脱出することになる。脱出後はなぜかスプロール当局からも命を狙われることに。今回は自身の生存ではなく、ネクロモーフ発生の元凶であるマーカーを破壊するために死闘を繰り広げる。
前作では唸り声と断末魔の叫びしか発することはなかったが、今作では台詞も用意されている。また、風貌は今回アイザックの声を演じるガンナー・ライトに似せたものに変更されている。

デイナ・ル＝グウィン（Daina Le Guin）
声：ターニャ・トッティ（Tahyna Tozzi）
昏睡状態から目覚めたアイザックと通信する女性。
アイザックの罹った認知障害の治療ができると言い、彼のスプロールからの脱出を手引きする。
正体は狂信的なユニトロジストであり、Isaacの持つMakerを作りだせる脳を手に入れてそれを使い新たなMakerを作るのが目的だった。
最後は合流したアイザックを捕えるもタイドマンが差し向けたガンシップの機銃掃射で命を落とす。

ノーラン・ストロス（Nolan Stross）
声：カート・コニーリウス（Curt Cornelius）
アニメ『Aftermath』の主要登場人物の1人。アイザックと同じくスプロールの精神病棟に隔離されていた。
アイザック同様マーカーの影響をうけており情緒不安定で、妻や息子と思しき幻影に操られている。
作中では語られないが、調査隊の研究員であり1作目の事件後に破壊されたマーカーの残骸を回収すべく崩壊寸前のイージス7に送り込まれた（マーカーの残骸を回収という目的はノーランだけが知っていた模様）。マーカーの欠片を回収することには成功するが、その帰路でマーカーの影響で錯乱し妻と息子を殺害（Daina曰く妻子を殺害したサイコパス）。調査隊も彼が図らずも招いたネクロモーフの発生によって全滅した。
マーカーを破壊する術を知っている模様（残骸を船のリアクターに放り込むことでマーカーを焼却して事態が収束した為）。
中盤でIsaacに襲い掛かるも返り討ちに遭い、頭に凶器のドライバーを突き立てられて死亡する。

エリー・ラングフォード（Ellie Langford）
声：ソニタ・ヘンリー（Sonita Henry）
CEC所属の建設機械のクラス４パイロット。スプロールで発生したネクロモーフ災害における唯一の生存者。
アイザックと共にスプロールからの脱出を目指す。最後はアイザックと共にスプロール事件における数少ない生還者となる。
作中ではIsaacと出会う前に色々と酷い目に遭っていた事やノーランの（自分勝手な）願いのために右目を奪われるなど散々な目にあっている。

フランコ・デリール（Franco Delille）
声： ?
技術士で、インタラクティブ・コミック『Ignition』の主人公でもある。
昏睡状態のアイザックを覚醒させ脱出するよう促すも、直後にインフェクターに襲われアイザックの眼前でネクロモーフへ変貌する。

フォスター・エドガース（Foster Edgars）
声： リック・クレーマー（Rick Cramer）
スプロール精神病院の医師。精神を病んでいるようにも見える。
序章のスプロールにてアイザックやノーランからマーカーについて情報を聞き出そうとしていた（序盤のチャプターでノーランに対して尋問する様子を撮影した映像が確認できる）が、スプロールがネクロモーフによって壊滅状態に陥った際、アイザックに対して脱出のための手助けをする。
最後は自ら首をメスで掻き切って自殺してしまう。

ハンス・タイドマン（Hans Tiedemann）
声：レスター・パリー（Lester Purry）
タイタンステーション最高指揮官。同コロニーに新たなマーカーを建造した責任者でもある。
彼はユニトロジー信者ではなく別の組織の人物で、むしろユニトロジー信者にとっては敵となる立場。
計画を台無しにされ、マーカーを破壊するためのコードを持つアイザックを始末すべく、様々な形で妨害を行う。
最後は自らのジャベリンガンの一撃を受けて死亡（実際には二激で、アイザック自身が撃つ一撃と、プレイヤー自らの操作で撃てる一撃である）。

ニコル・ブレナン（Nicole Brennan）
声：タニア・クラーク（Tanya Clarke）
アイザックの恋人だった女性。故人。医師としてUSGイシムラに乗船していた。
事件発生で船内の状況が絶望的になるなか、アイザックに最後の通信を発信した後で自殺している。
今作ではマーカーの幻影としてしばしばアイザックの前に現れ、自分を見捨てたアイザックを苛む。